# El Salvador (Zacatecas)
El Salvador é um município do estado de Zacatecas, no México.